# Coppa Piano Karl Rappan 1966-1967
La Coppa Piano Karl Rappan 1966-1967, detta anche International Football Cup 1966-1967, è stata la sesta edizione di questa competizione gestita dalla SFP, la società di scommesse svizzera. È stata inoltre l'ultima edizione con la fase ad eliminazione diretta per designare il vincitore.
La vittoria finale è stata appannaggio dell'Eintracht Francoforte, al suo primo titolo.

## Partecipanti
| Nazione                   | Squadra                                                                                    | Campionato | Note                                                 |
| ------------------------- | ------------------------------------------------------------------------------------------ | --- | ---------------------------------------------------- |
| Cecoslovacchia (bandiera) | Inter Bratislava Sparta Hradec Králové VSS Košice Sklo Union Teplice                       | 4º di Cecoslovacchia 1965-66 8º campionato di Cecoslovacchia 1965-66 9º campionato di Cecoslovacchia 1965-66 11º campionato di Cecoslovacchia 1965-66                                                       |                                                      |
| Germania (bandiera)       | Eintracht Francoforte Eintracht Braunschweig Kaiserslautern Karlsruhe Borussia Neunkirchen | 7º campionato di Germania Ovest 1965-66 10º campionato di Germania Ovest 1965-66 15º campionato di Germania Ovest 1965-66 16º campionato di Germania Ovest 1965-66 17º campionato di Germania Ovest 1965-66 |                                                      |
| Paesi Bassi (bandiera)    | Feyenoord ADO Den Haag DWS Go Ahead Eagles                                                 | Vicecampione d'Olanda 1965-66 3º campionato d'Olanda 1965-66 4º campionato d'Olanda 1965-66 5º campionato d'Olanda 1965-66                                                                                  |                                                      |
| Svizzera (bandiera)       | La Chaux-de-Fonds Sion Bienne Grenchen                                                     | 4º campionato di Svizzera 1965-66 8º campionato di Svizzera 1965-66 10º campionato di Svizzera 1965-66 11º campionato di Svizzera 1965-66                                                                   |                                                      |
| Jugoslavia (bandiera)     | Olimpia Lubiana                                                                            | 8º campionato di Jugoslavia 1965-66 |                                                      |
| Germania Est (bandiera)   | Vorwärts Berlino Carl Zeiss Jena SC Lipsia Hansa Rostock Dinamo Dresda                     | Campione Germania Est 1965-66 Vicecampione della Germania Est 1965-66 3º campionato della Germania Est 1965-66 4º campionato della Germania Est 1965-66 5º campionato della Germania Est 1965-66            | Vincitrice Coppa Piano Karl Rappan l'anno precedente |
| Polonia (bandiera)        | Górnik Zabrze Wisła Cracovia Polonia Bytom Szombierki Bytom Zagłębie Sosnowiec             | Campione di Polonia 1965-66 Vicecampione di Polonia 1965-66 3º campionato di Polonia 1965-66 4º campionato di Polonia 1965-66 5º campionato di Polonia 1965-66                                              |                                                      |
| Svezia (bandiera)         | Malmö FF Elfsborg AIK IFK Norrköping IFK Göteborg                                          | Campione di Svezia 1965 Vicecampione di Svezia 1965 3º campionato di Svezia 1965 4º campionato di Svezia 1965 5º campionato di Svezia 1965                                                                  |                                                      |
| Francia (bandiera)        | Strasburgo                                                                                 | 8º campionato di Francia 1965-66 | Vincitrice Coppa di Francia 1965-66                  |
| Belgio (bandiera)         | Tilleur RFC Liegi                                                                          | 8º campionato del Belgio 1965-66 9º campionato del Belgio 1965-66 |                                                      |
| Italia (bandiera)         | Lanerossi Vicenza Brescia Foggia & Incedit Atalanta                                        | 6º campionato d'Italia 1965-66 9º campionato d'Italia 1965-66 12º campionato d'Italia 1965-66 |                                                      |

## Squadre partecipanti
La fase a gironi del torneo era composta da dieci gruppi di quattro squadre ciascuno, dove solo la vincitrice di ogni girone si qualificava ai quarti di finale.
Rispetto alla edizione precedente i gruppi non sono divisi geograficamente e rientrano le squadre di Belgio Francia e Italia
|           | Germania Ovest         | Belgio                 | Francia           | Italia            | Paesi Bassi        | Svizzera          |
| Girone A1 | Eintracht Francoforte  | -                      | -                 | Lanerossi Vicenza | Feijenoord         | La Chaux-de-Fonds |
| Girone A2 | -                      | -                      | Strasburgo        | Atalanta          | DWS                | Grenchen          |
| Girone A3 | -                      | Tilleur                |                   | Foggia & Incedit  | Go Ahead Eagles    | Sion              |
| Girone A4 | -                      | RFC Liégeois           | -                 | Brescia           | ADO Den Haag       | Bienne            |
|           | -                      | Cecoslovacchia         | Germania Est      | Jugoslavia        | Polonia            | Svezia            |
| Girone B1 | Karlsruhe              | -                      | Hansa Rostock     | Olimpia Lubiana   | Zagłębie Sosnowiec | -                 |
| Girone B2 | -                      | Sklo Union Teplice     | Lokomotive Lipsia | -                 | Szombierki Bytom   | IFK Göteborg      |
| Girone B3 | Eintracht Braunschweig | -                      | Carl Zeiss Jena   | -                 | Górnik Zabrze      | AIK               |
| Girone B4 | Kaiserslautern         | Inter Bratislava       | -                 | -                 | Wisła Cracovia     | Malmö FF          |
| Girone B5 | Borussia Neunkirchen   | VSS Košice             | Vorwärts Berlino  | -                 | -                  | Elfsborg          |
| Girone B6 | -                      | Spartak Hradec Králové | Dinamo Dresda     | -                 | Polonia Bytom      | IFK Norrköping    |

## Risultati

### Fase a gironi
Date: Dal 29 maggio al 23 luglio 1966.

#### Girone A1
| Squadra               | Pti | G | V | N | P | GF | GS | DR |
| --------------------- | --- | - | - | - | - | -- | -- | -- |
| Eintracht Francoforte | 10  | 6 | 5 | 0 | 1 | 15 | 9  | +6 |
| Lanerossi Vicenza     | 5   | 6 | 2 | 1 | 3 | 10 | 11 | -1 |
| Feijenoord            | 4   | 5 | 2 | 0 | 3 | 8  | 9  | -1 |
| La Chaux-de-Fonds     | 3   | 5 | 1 | 1 | 3 | 10 | 14 | -4 |

|                   | Ein | Vic | Fey | LCF |
| ----------------- | --- | --- | --- | --- |
| Eintracht         |     | 1-5 | 2-0 | 3-1 |
| Vicenza           | 0-1 |     | 2-1 | 2-2 |
| Feyenoord         | 1-4 | 2-0 |     | 4-1 |
| La Chaux-de-Fonds | 2-4 | 4-1 | int |     |

#### Girone A2
| Squadra    | Pti | G | V | N | P | GF | GS | DR  |
| ---------- | --- | - | - | - | - | -- | -- | --- |
| DWS        | 12  | 6 | 6 | 0 | 0 | 17 | 7  | +10 |
| Atalanta   | 6   | 6 | 3 | 0 | 3 | 14 | 7  | +7  |
| Grenchen   | 4   | 6 | 2 | 0 | 4 | 14 | 20 | -6  |
| Strasburgo | 2   | 6 | 1 | 0 | 5 | 9  | 20 | -11 |

|            | DWS | Ata | Gre | Str |
| ---------- | --- | --- | --- | --- |
| DWS        |     | 1-0 | 4-2 | 4-1 |
| Atalanta   | 0-1 |     | 4-0 | 6-1 |
| Grenchen   | 3-5 | 3-2 |     | 4-2 |
| Strasburgo | 1-2 | 1-2 | 3-2 |     |

#### Girone A3
| Squadra          | Pti | G | V | N | P | GF | GS | DR  |
| ---------------- | --- | - | - | - | - | -- | -- | --- |
| Go Ahead Eagles  | 12  | 6 | 6 | 0 | 0 | 24 | 8  | +16 |
| Foggia & Incedit | 8   | 6 | 4 | 0 | 2 | 6  | 3  | +3  |
| Tilleur          | 4   | 6 | 2 | 0 | 4 | 10 | 13 | -3  |
| Sion             | 0   | 6 | 0 | 0 | 6 | 6  | 22 | -16 |

|                 | GAE | Fog | Til | Sio |
| --------------- | --- | --- | --- | --- |
| Go Ahead Eagles |     | 2-0 | 3-2 | 6-4 |
| Foggia          | 0-1 |     | 1-0 | 3-0 |
| Tilleur         | 0-8 | 0-1 |     | 6-0 |
| Sion            | 2-4 | 0-1 | 0-2 |     |

#### Girone A4
| Squadra      | Pti | G | V | N | P | GF | GS | DR  |
| ------------ | --- | - | - | - | - | -- | -- | --- |
| ADO Den Haag | 11  | 6 | 5 | 1 | 0 | 16 | 8  | +8  |
| Brescia      | 7   | 6 | 3 | 1 | 2 | 9  | 5  | +4  |
| RFC Liégeois | 6   | 6 | 3 | 0 | 3 | 13 | 6  | +7  |
| Bienne       | 0   | 6 | 0 | 0 | 6 | 7  | 26 | -19 |

|         | ADO | Bre | Lie | Bie |
| ------- | --- | --- | --- | --- |
| ADO     |     | 2-0 | 2-1 | 4-2 |
| Brescia | 1-1 |     | 1-0 | 3-1 |
| Liegi   | 1-2 | 1-0 |     | 7-0 |
| Bienne  | 3-5 | 0-4 | 1-3 |     |

#### Girone B1
| Squadra            | Pti | G | V | N | P | GF | GS | DR |
| ------------------ | --- | - | - | - | - | -- | -- | -- |
| Zagłębie Sosnowiec | 10  | 6 | 5 | 0 | 1 | 14 | 7  | +7 |
| Karlsruhe          | 6   | 6 | 3 | 0 | 3 | 8  | 7  | +1 |
| Hansa Rostock      | 6   | 6 | 3 | 0 | 3 | 13 | 13 | 0  |
| Olimpia Lubiana    | 2   | 6 | 1 | 0 | 5 | 7  | 15 | -8 |

|           | Zag | Kar | Han | Oli |
| --------- | --- | --- | --- | --- |
| Zagłębie  |     | 2-1 | 6-2 | 2-1 |
| Karlsruhe | 0-1 |     | 2-1 | 2-1 |
| Hansa     | 3-0 | 0-2 |     | 3-0 |
| Olimpia   | 0-3 | 2-1 | 3-4 |     |

#### Girone B2
| Squadra            | Pti | G | V | N | P | GF | GS | DR |
| ------------------ | --- | - | - | - | - | -- | -- | -- |
| IFK Göteborg       | 9   | 6 | 4 | 1 | 1 | 13 | 14 | -1 |
| Szombierki Bytom   | 6   | 6 | 3 | 0 | 3 | 17 | 9  | +8 |
| Lokomotive Lipsia  | 6   | 6 | 2 | 2 | 2 | 8  | 8  | 0  |
| Sklo Union Teplice | 3   | 6 | 1 | 1 | 4 | 6  | 13 | -7 |

|            | Göt | Szo | Lok | Tep |
| ---------- | --- | --- | --- | --- |
| Göteborg   |     | 4-0 | 2-2 | 2-1 |
| Szombierki | 8-0 |     | 1-2 | 5-1 |
| Lokomotive | 1-2 | 2-1 |     | 1-1 |
| Teplice    | 2-3 | 0-2 | 1-0 |     |

#### Girone B3
| Squadra                | Pti | G | V | N | P | GF | GS | DR |
| ---------------------- | --- | - | - | - | - | -- | -- | -- |
| Górnik Zabrze          | 9   | 6 | 4 | 1 | 1 | 17 | 10 | +7 |
| Eintracht Braunschweig | 6   | 6 | 3 | 0 | 3 | 12 | 13 | -1 |
| Carl Zeiss Jena        | 5   | 6 | 2 | 1 | 3 | 9  | 12 | -3 |
| AIK                    | 4   | 6 | 1 | 2 | 3 | 7  | 10 | -3 |

|                 | Gór | Bra | CZJ | AIK |
| --------------- | --- | --- | --- | --- |
| Górnik          |     | 2-4 | 2-0 | 3-2 |
| Braunschweig    | 2-4 |     | 2-3 | 1-0 |
| Carl Zeiss Jena | 1-5 | 1-2 |     | 4-1 |
| AIK             | 1-1 | 3-1 | 0-0 |     |

#### Girone B4
| Squadra          | Pti | G | V | N | P | GF | GS | DR |
| ---------------- | --- | - | - | - | - | -- | -- | -- |
| Inter Bratislava | 8   | 6 | 4 | 0 | 2 | 18 | 10 | +8 |
| Wisła Cracovia   | 7   | 6 | 3 | 1 | 2 | 13 | 10 | +3 |
| Malmö FF         | 5   | 6 | 2 | 1 | 3 | 9  | 13 | -4 |
| Kaiserslautern   | 4   | 6 | 2 | 0 | 4 | 12 | 19 | -7 |

|                | Int | Wis | Mal | Kai |
| -------------- | --- | --- | --- | --- |
| Inter          |     | 3-0 | 4-0 | 5-2 |
| Wisła          | 3-2 |     | 4-0 | 1-2 |
| Malmö          | 1-2 | 1-1 |     | 4-0 |
| Kaiserslautern | 4-2 | 2-4 | 2-3 |     |

#### Girone B5
| Squadra              | Pti | G | V | N | P | GF | GS | DR |
| -------------------- | --- | - | - | - | - | -- | -- | -- |
| Vorwärts Berlino     | 10  | 6 | 5 | 0 | 1 | 13 | 8  | +5 |
| VSS Košice           | 7   | 6 | 3 | 1 | 2 | 12 | 11 | +1 |
| Elfsborg             | 6   | 6 | 3 | 0 | 3 | 10 | 8  | +2 |
| Borussia Neunkirchen | 1   | 6 | 0 | 1 | 5 | 6  | 14 | -8 |

|                  | Vor | Koš | Elf | Bor |
| ---------------- | --- | --- | --- | --- |
| Vorwärts Berlino |     | 3-1 | 2-0 | 2-1 |
| Košice           | 4-0 |     | 3-0 | 2-0 |
| Elfsborg         | 0-2 | 6-0 |     | 1-0 |
| Borussia         | 2-4 | 2-2 | 1-3 |     |

#### Girone B6
| Squadra                | Pti | G | V | N | P | GF | GS | DR |
| ---------------------- | --- | - | - | - | - | -- | -- | -- |
| IFK Norrköping         | 8   | 6 | 4 | 0 | 2 | 17 | 10 | +7 |
| Dinamo Dresda          | 7   | 6 | 3 | 1 | 2 | 13 | 7  | +6 |
| Polonia Bytom          | 5   | 6 | 1 | 3 | 2 | 5  | 13 | -8 |
| Spartak Hradec Králové | 4   | 6 | 1 | 2 | 3 | 3  | 8  | -5 |

|            | Nor | Din | Pol | Spartak |
| ---------- | --- | --- | --- | ------- |
| Norrköping |     | 4-1 | 5-1 | 2-0     |
| Dinamo     | 3-1 |     | 7-1 | 2-0     |
| Polonia    | 3-1 | 0-0 |     | 0-0     |
| Spartak    | 2-4 | 1-0 | 0-0 |         |

### Quarti di finale
Come da disposizione UEFA, Górnik Zabrze e Vorwärts Berlino, impegnate in Coppa dei Campioni 1966-1967 (e per coincidenza abbinate insieme nel primo turno), sono escluse dalla Coppa Rappan.

Le gare di andata sono state disputate fra il 13 ed il 29 settembre, quelle di ritorno fra il 6 ottobre ed il 9 novembre 1966.
| Squadra 1        | Totale | Squadra 2             | Andata | Ritorno |
| ---------------- | ------ | --------------------- | ------ | ------- |
| IFK Norrköping   | 3 - 4  | Eintracht Francoforte | 2 - 1  | 1 - 3   |
| ADO Den Haag     | 3 - 0  | IFK Göteborg          | 1 - 0  | 2 - 0   |
| DWS              | 2 - 5  | Zagłębie Sosnowiec    | 2 - 2  | 0 - 3   |
| Inter Bratislava | 4 - 3  | Go Ahead Eagles       | 3 - 0  | 1 - 3   |

### Semifinali
Le gare sono state disputate fra il 28 febbraio ed il 28 marzo 1967.
| Squadra 1          | Totale | Squadra 2             | Andata | Ritorno     |
| ------------------ | ------ | --------------------- | ------ | ----------- |
| ADO Den Haag       | 2 - 3  | Inter Bratislava      | 1 - 0  | 1 - 3 (dts) |
| Zagłębie Sosnowiec | 5 - 7  | Eintracht Francoforte | 4 - 1  | 1 - 6       |

### Finali
| Arbitro: | Huber |

| |            | |
| Milan Levický 10’ Anton Obložinský 27’ | Marcatori  | 22’ Jürgen Friedrich 63’ Peter Blusch 66’ Jürgen Grabowski                                                                                                 |
| Peter Fülle Ottmar Deutsch Vladimír Weiss Titus Buberník Ivan Daňo Pavol Molnár Eduard Gáborík Milan Levický Mikuláš Krnáč Anton Obložinský Ján Ondrášek | Formazioni | Peter Kunter Helmut Kraus Dieter Lindner Peter Blusch Lothar Schämer István Sztani Jürgen Friedrich Jürgen Grabowski Ernst Abbé Walter Bechtold Oskar Lotz |

| Arbitro: | Schalks |

| |            | |
| Wolfgang Solz 106’ | Marcatori  | 65’ Mikuláš Krnáč |
| Peter Kunter Helmut Kraus Dieter Lindner Jürgen Friedrich Lothar Schämer István Sztani Wilhelm Huberts Jürgen Grabowski (46' Ernst Abbé) Siegfried Bronnert Wolfgang Solz Oskar Lotz | Formazioni | Peter Fülle (41' Justín Javorek) Milan Hrica Vladimír Weiss Ottmar Deutsch Ivan Daňo Eduard Gáborík Titus Buberník Milan Levický Anton Obložinský Mikuláš Krnáč Ján Ondrášek |

L'Eintracht Francoforte vince la coppa (4-3 in totale).

## Verso il cambio di formula
La fase a gironi del torneo è stata sempre disputata durante la pausa estiva, mentre i turni ad eliminazione diretta durante la stagione regolare, concordando tra i vari club le date fra quelle disponibili, compito non semplice, tanto che le finali venivano disputate a giugno o fine maggio, quando stava già iniziando l'edizione successiva.
Inoltre la UEFA faceva pressioni affinché le squadre impegnate nelle sue competizioni (Coppa dei Campioni e Coppa delle Coppe) non partecipassero ad altre competizioni continentali dopo la pausa estiva. Questo significava che le compagini che avevano superato la fase a gironi ma che erano anche impegnate in una delle due competizioni UEFA, dovevano essere esentate dai turni ad eliminazione diretta fino alla loro uscita dalla coppa principale, o altrimenti ritirarsi dalla Coppa Rappan. Questo rendeva difficoltosa l'organizzazione del torneo e soprattutto il livello tecnico ne risultava impoverito.
Così si decise di abolire la fase ad eliminazione diretta, mantenendo solo la fase a gironi durante i mesi estivi. Questa rimase la formula per le tre decadi successive, senza designare un vincitore e assegnando premi in denaro alle squadre partecipanti.